# Bohemian Identification Code
Bohemian Identification Code (BIC) je české identifikační číslo cenného papíru, které se přiděluje pro účely obchodování s ním. BIC přiděluje Burza cenných papírů Praha.

## Ukázka
- ČEZ: BAACEZ